# گاملن
گاملن (به آلمانی: Gamlen) یک شهر در آلمان است که در کوخم-تسل واقع شده‌است. گاملن ۵۶۲ نفر جمعیت دارد.